# ماکرومرین
ماکرومرین (به انگلیسی: Macromerine) با فرمول شیمیایی C۱۲H۱۹NO۳ یک ترکیب شیمیایی با شناسه پاب‌کم ۱۶۵۰۵۵ است. که جرم مولی آن ۲۲۵٫۲۸۴ g/mol می‌باشد. 